# Саут-Риббл
Саут-Риббл (англ. South Ribble) — район (англ. non-metropolitan district) в церемониальном неметрополитенском графстве Ланкашир, административный центр — город Лейленд.
Район расположен в центральной части графства Ланкашир вдоль левого (южного) берега реки Риббл.

## Состав
В состав район входят 8 общин (англ. Parish) и 4 территории, не являющиеся общинами (Лейленд, Лосток-Холл, Бамбер-Бридж, Уолтон-ле-Дейл):
1. Кьюрдейл
2. Фарингтон
3. Хаттон
4. Литтл-Хул
5. Лонгтон
6. Мач-Хул
7. Пенуэртем
8. Самсбери